# Sara Hughes
Sara Hughes, född 14 februari 1995 i Long Beach, USA, är en beachvolleyspelare.
Hughes har spelat tillsammans med ett stort antal spelare, bland annat Justine Wong-Orantes. Hon har haft störst framgångar tillsammans med Kelly Cheng (född Claes). Med henne har hon tagit brons vid U19-VM 2013 och U21-VM 2014 och vunnit VM 2023.